# Progonocytherinae
Progonocytherinae is een uitgestorven onderfamilie van kreeftachtigen uit de klasse van de Ostracoda (mosselkreeftjes).

## Geslachten
- Parahystricocythere Dingle, 2009 †
- Progonocythere Sylvester-Bradley, 1948 †
- Tropacythere Gruendel, 1973 †